# Quanjude
Quanjude (în chineză: 全聚德; pinyin: Quánjùdé, SZSE: 002186) este un restaurant chinezesc, cunoscut pentru modul special de preparare a raței Pekin și pentru lunga tradiție culinară, încă de la înființarea sa în anul 1864 în Beijing, China.

## Companie și filiale
Lanțul de restaurante vinde peste 2 milioane de rațe fripte gătite în 400 de stiluri diferite și servește peste 5 milioane de clienți anual. Cu vânzări anuale care ating 500 de milioane de yuani (81,5 milioane de dolari), compania are o valoare estimată de 8,458 de miliarde de yuani (1,38 miliarde de dolari), cu 600 de milioane de yuani (97,8 milioane de dolari) în active și 700 de milioane de yuani (114 milioane de dolari) în „active imateriale”.
După fuziunea cu Beijing New Yansha Group în 2004, Quanjude face acum parte din Beijing Tourism Group.

### În China
În China, există 50 de filiale. Primul magazin principal, administrat direct de către companie, a fost deschis în Changchun, provincia Jilin, în ianuarie 2007.

#### Beijing

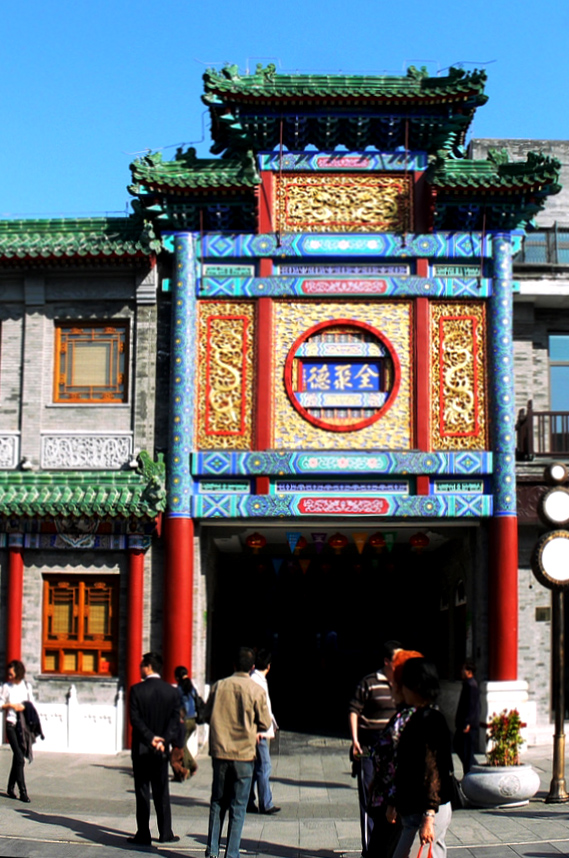
Restaurantul original Quanjude, în Qianmen, Beijing

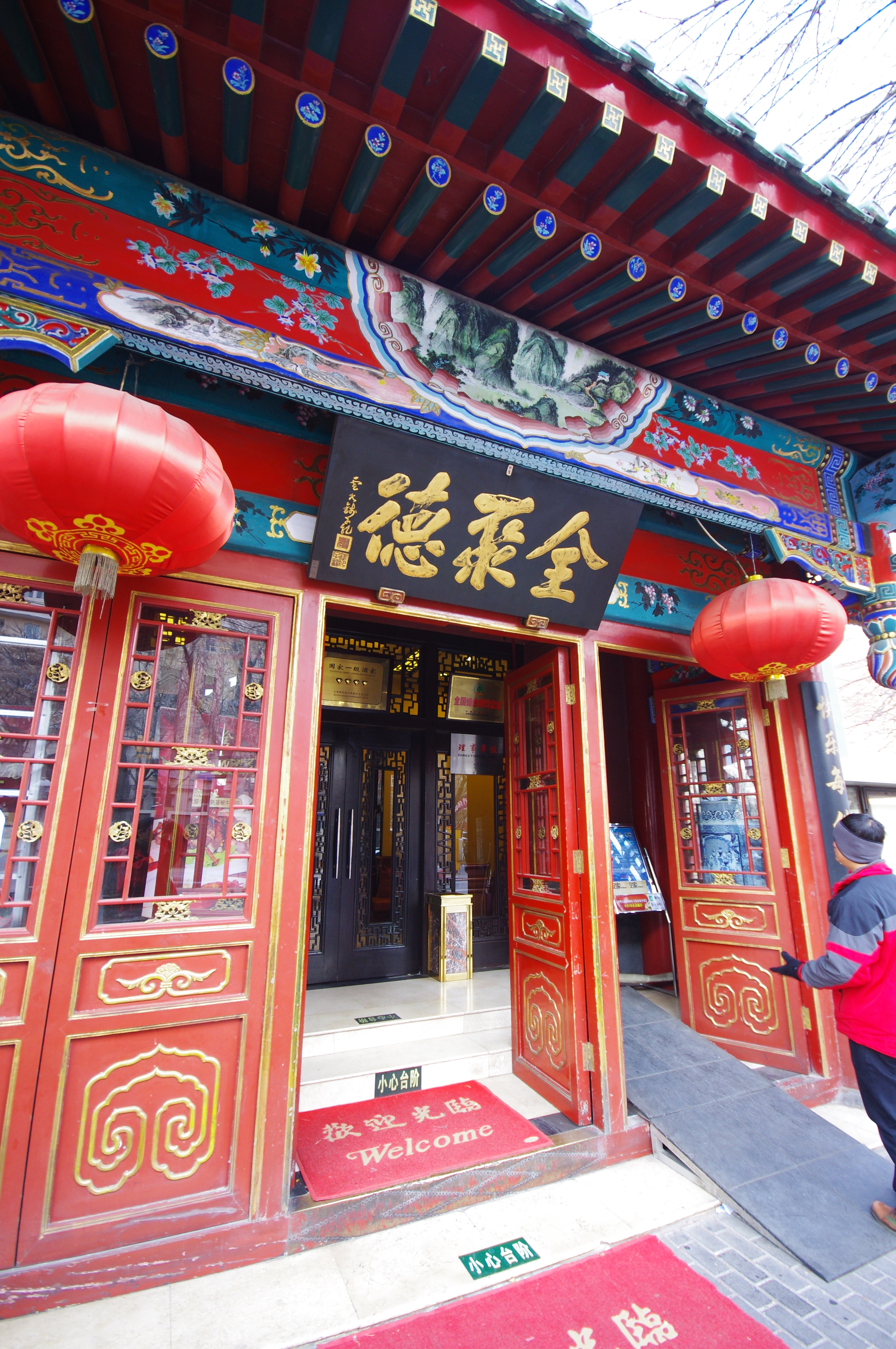
O altă filială Quanjude din Beijing

Quanjude are opt filiale în Beijing. Filiala originală funcționează în Qianmen, iar celelalte sunt împrăștiate peste tot în Beijing.
Există un restaurant cu șapte etaje pe Bulevardul Hepingmen, loc care a fost ales personal de către fostul premier chinez Zhou Enlai. Restaurantul servește până la 5.000 de clienți pe zi, are o suprafață totală de 15.000 de metri pătrați, cu peste patruzeci de separeuri pentru mese private, și o capacitate totală de 2.000 de persoane.
Deoarece era legat și apropiat de guvernul chinez atât la nivel municipal, cât și central, Quanjude a fost adesea folosit pentru a organiza banchete de stat și pentru a primi celebrități, demnitari și personalități guvernamentale importante din peste 200 de țări. În timpul banchetului APEC, ce a avut loc la Water Cube în Beijing pe 10 noiembrie 2014, opt bucătari ai grupului Quanjude au efectuat o demonstrație live despre cum se feliază rața Pekin.

#### Hong Kong
Există o ramură Quanjude în Hong Kong, în Tsim Sha Tsui, unde este cunoscut sub numele de „Quanjude Roast Duck Restaurant (全聚德烤鴨店)”.

### În afara Chinei
Primul restaurant din afara Chinei și Taiwan a fost deschis în Melbourne, Australia. Un posibil factor de influență care a dus la alegerea acestui loc ar putea fi faptul că fostul Lord Primar al orașului (John So) este de origine chineză și Melbourne conține o populație numeroasă de chinezi.
Cel de-al doilea restaurant a fost deschis în Toronto, Canada.

## Istoric
Quanjude a fost înființat în 1864, în timpul dinastiei Qing, sub domnia Împăratului Tongzhi. Deși rața Pekin are o istorie mult mai lungă, modul de preparare al raței tradiționale Quanjude – folosind cuptoare deschise și lemn de esență tare care nu face fum, precum jujube, piersic sau păr, care adăugă o aroma fructată subtilă și dă o culoare aurie pielii – era inițial rezervat pentru familia imperială.
Primul manager al Quanjude, Yang Renquan, care și-a început cariera prin vânzarea de pui și rațe, a plătit un bucătar de la palatul imperial pentru a obține rețeta. Curând după aceea, Quanjude a început să servească rața friptă ca în bucătăria imperială oamenilor de rând. Yang Renquan a deschis primul restaurant Dejuquan (得聚全, cele trei caractere fiind inversate față de la numele actual) în hutongul Yangrou în Qianmen (前門), care era la acel moment una dintre cele mai aglomerate zone din Beijing. Restaurantul a avut succes instant și a crescut treptat, devenind filiala actuală a resturantului din Qianmen, care are peste 400 de membri ai personalului și o capacitate de 900 de persoane. Restaurantul din Qianmen, împreună cu multe alte filiale Quanjude, formează una dintre cele mai mari companii alimentare din țară.
Pe 19 august 1966, Gărzile Roșii din Școlile 2, 25 și 63 au descins la restaurant, au distrus semnul original antic cu numele restaurantului și l-au înlocuit cu unul modern pe care scria „Restaurant de Rață Beijing”, ca parte a Revoluției Culturale. Numele a fost schimbat înapoi în Quanjude pe 9 februarie 1980.

## Nume
La un moment dat, pe când premierul chinez Zhou Enlai era gazda unui eveniment important cu oaspeți străini organizat la Quanjude, unul dintre invitați a întrebat, „ce înseamnă Quanjude?”. Premierul Zhou a răspuns, zâmbind, că „Quan (全) înseamnă perfecțiune fără cusur, Ju (聚) înseamnă a aduce împreună, iar De (德) înseamnă virtutea de a fi suprem”. Prin urmare, Quanjude împreună implică perfecțiunea, uniunea și bunăvoința.